# Шрі Індрадітья
Шрі Індрадітья (Сі Інтратіт) (тай. ศรีอินทราทิตย์; 1188–1270) — засновник і 1-й володар держави Сукхотай у 1238—1270 роках.

## Життєпис
Походив зі знатного тайського роду. Син кхуна (вождь) володіння Бангянг у північно-центральній частині сучасного Таїланду. Замолоду звався Хао. Згодом успадкував це володіння, за цим отримав або прийняв титул пху-кхун бангкланг (володар, що правитель Небом). Був васалом держави Лаво, що в свою чергу підкорялася Кхмерській імперії.
Невдаволений збільшенням податків та діями Хом Сабат Хлома, намісника Лампхуна і Сукхотай, разом з Пха Муангом, пху-кхуна Муанг Рата. Бангкланг Хао захопив Сі Сатчаналай і віддав його Пха Муангу. Останній допоміг Хао захпоити Сукхотай. Успішно діяв проти Лаво та кхмерського війська, що прийшов на допомогу. Зрештою прийняв царський титул і тронне ім'я Шрі Індрадітья.
Його майстерність і хоробрість справили велике враження на людей королівства, які присвоїли йому титул Пхра Руанг («славетний принц»). Цей титул давався всім наступним правителям Сукхотая, таким чином поклавши початок першій тайській династії Пхра Руанг.
Протягом подальших десятирічь зумів практично повністю відвоювати землі Лаво, залишивши тій лише землі навколо Сіамської затоки. Помер 1270 року. Йому спадкував другий син Бан Муанг.